# کرس‌سنت (آیووا)
کرس‌سنت (به انگلیسی: Crescent) شهری در ایالت آیووا کشور ایالات متحده آمریکا است که جمعیت آن در سرشماری سال ۲۰۱۰ میلادی، ۶۱۷ نفر بوده‌است.